# Toni Gardemeister
Toni Gardemeister (Kouvola, 31 marzo 1975) è un pilota di rally finlandese.

## Biografia
Dopo aver iniziato la carriera con team privati, nel 1998 si accordò con SEAT per guidare in alcune gare l'Ibiza. Nel 1999 ha debuttato nel Campionato Mondiale Rally con una SEAT Cordoba WRC come seconda guida, prima alternandosi con Piero Liatti come spalla a Harri Rovampera e poi a fianco dell'ex-campione del mondo Didier Auriol. Con questa squadra giunge al 3º posto in Nuova Zelanda nel 1999 ed al 4º posto al Rally di Montecarlo nel 2000.
Quando Seat decise di smettere di correre nel 2001, Toni ebbe l'occasione di correre come privato con una Peugeot 206 con la quale conquista diversi punti nel campionato. Questi risultati hanno attirato l'attenzione di Skoda che l'ha ingaggiato per correre con la Octavia dal 2002 al 2003, con la Fabia nel 2004.

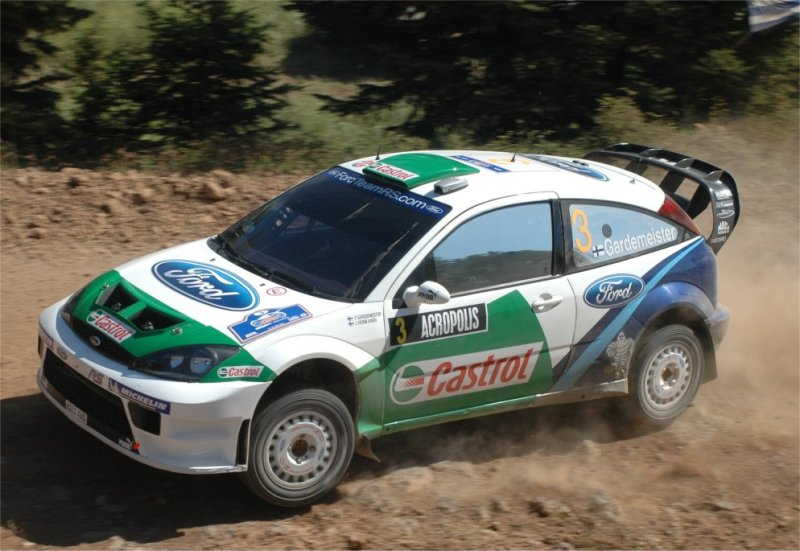
Gardemeister con la Ford Focus nel 2005

Nel 2005 passa a condurre una Ford Focus WRC e il 2º posto al Montecarlo, il 3º in Svezia e al rally dell'Acropoli e nuovamente il secondo posto in Corsica lo fanno giungere al quarto posto nella classifica finale del campionato. La Ford sembrava inizialmente voler confermare Gardemeister per il 2006 ma, a sorpresa, viene infine comunicato che sarebbe stato Mikko Hirvonen a guidare la seconda vettura della casa a fianco di Marcus Grönholm.
Gardemeister decide allora di correre per l'Astra Racing al volante della Peugeot 307 WRC. Affiancato dal navigatore Jakke Honkanen, Gardemeister finisce 3º al Montecarlo; durante l'anno partecipa ad altre tre gare del mondiale con una Citroën Xsara WRC, finendo due volte quarto e una volta quinto.
Nel campionato 2007 disputa quattro gare con una Mitsubishi finendo settimo a Montecarlo, sesto in Svezia e ancora sesto in Italia. Partecipa anche al rally di Germania con una Citroen Xsara, dove arriva settimo.
Nel 2008 partecipa al campionato nuovamente per una squadra ufficiale, la Suzuki World Rally Team, al volante della SX4 raccogliendo un settimo posto nel secondo rally dell'anno in Svezia e pochi altri piazzamenti in seguito.
É titolare della scuderia TGS Worldwide OÜ, dove TGS sta per Toni Gardemeister Services, che si occupa della formazione di giovani piloti ma anche del noleggio e della preparazione di vetture per le competizioni rallistiche.

## Risultati nel WRC
| 1996 | Scuderia | Vettura            |  |  |  |  |  |     |  |  |  |  |  |  |  |  |  |  | Punti | Pos. |
| ---- | -------- | ------------------ |  |  |  |  |  | --- |  |  |  |  |  |  |  |  |  |  | ----- | ---- |
| 1996 |          | Opel Astra GSi 16V |  |  |  |  |  | Rit |  |  |  |  |  |  |  |  |  |  | 0     |      |

| 1997 | Scuderia | Vettura          |  |     |  |  |  |  |  |  |  |    |  |  |  |  |  |  | Punti | Pos. |
| ---- | -------- | ---------------- |  | --- |  |  |  |  |  |  |  | -- |  |  |  |  |  |  | ----- | ---- |
| 1997 |          | Nissan Sunny GTi |  | Rit |  |  |  |  |  |  |  | 12 |  |  |  |  |  |  | 0     |      |

| 1998 | Scuderia | Vettura                                     |  |    |  |  |  |  |  |  |    |    |     |     |    |  |  |  | Punti | Pos. |
| ---- | -------- | ------------------------------------------- |  | -- |  |  |  |  |  |  | -- | -- | --- | --- | -- |  |  |  | ----- | ---- |
| 1998 |          | Nissan Sunny GTi e SEAT Ibizia Kit Car Evo2 |  | 21 |  |  |  |  |  |  | 16 | 14 | Rit | Rit | 16 |  |  |  | 0     |      |

| 1999 | Scuderia                  | Vettura                                                           |    |    |  |     |  |  |  |  |   |    |  |     |    |     |  |  | Punti | Pos. |
| ---- | ------------------------- | ----------------------------------------------------------------- | -- | -- |  | --- |  |  |  |  | - | -- |  | --- | -- | --- |  |  | ----- | ---- |
| 1999 | Astra Racing e SEAT Sport | SEAT Ibiza Kit CAr Evo2, SEAT Córdoba WRC e SEAT Córdoba WRC Evo2 | 14 | 33 |  | Rit |  |  |  |  | 3 | 63 |  | Rit | 16 | Rit |  |  | 6     | 13º  |

| 2000 | Scuderia   | Vettura                                       |   |     |     |   |     |     |     |     |     |     |    |     |   |    |  |  | Punti | Pos. |
| ---- | ---------- | --------------------------------------------- | - | --- | --- | - | --- | --- | --- | --- | --- | --- | -- | --- | - | -- |  |  | ----- | ---- |
| 2000 | SEAT Sport | SEAT Córdoba WRC Evo2 e SEAT Córdoba WRC Evo3 | 4 | Rit | Rit | 9 | Rit | Rit | Rit | Rit | Rit | Rit | 11 | Rit | 6 | 12 |  |  | 4     | 13º  |

| 2001 | Scuderia | Vettura                                        |   |   |  |  |  |  |  |  |     |    |  |  |  |  |  |  | Punti | Pos. |
| ---- | -------- | ---------------------------------------------- | - | - |  |  |  |  |  |  | --- | -- |  |  |  |  |  |  | ----- | ---- |
| 2001 |          | Peugeot 206 WRC e Mitsubishi Carisma GT Evo VI | 5 | 4 |  |  |  |  |  |  | Rit | 15 |  |  |  |  |  |  | 5     | 16º  |

| 2002 | Scuderia         | Vettura                                         |    |     |    |    |    |   |    |     |    |     |     |   |   |    |  |  | Punti | Pos. |
| ---- | ---------------- | ----------------------------------------------- | -- | --- | -- | -- | -- | - | -- | --- | -- | --- | --- | - | - | -- |  |  | ----- | ---- |
| 2002 | Škoda Motorsport | Škoda Octavia WRC Evo2 e Škoda Octavia WRC Evo3 | 10 | Rit | 12 | 11 | 15 | 5 | 10 | Rit | 12 | Rit | Rit | 8 | 6 | 10 |  |  | 3     | 13º  |

| 2003 | Scuderia         | Vettura                                  |     |   |   |   |   |     |     |     |     |    |     |    |    |     |  |  | Punti | Pos. |
| ---- | ---------------- | ---------------------------------------- | --- | - | - | - | - | --- | --- | --- | --- | -- | --- | -- | -- | --- |  |  | ----- | ---- |
| 2003 | Škoda Motorsport | Škoda Octavia WRC Evo3 e Škoda Fabia WRC | Rit | 8 | 7 | 5 | 7 | Rit | Rit | Rit | Rit | 11 | Rit | 11 | 12 | Rit |  |  | 9     | 12º  |

| 2004 | Scuderia         | Vettura         |  |  |  |  |  |     |  |  |   |   |  |    |     |   |   |  | Punti | Pos. |
| ---- | ---------------- | --------------- |  |  |  |  |  | --- |  |  | - | - |  | -- | --- | - | - |  | ----- | ---- |
| 2004 | Škoda Motorsport | Škoda Fabia WRC |  |  |  |  |  | Rit |  |  | 8 | 7 |  | 22 | Rit | 9 | 9 |  | 3     | 24º  |

| 2005 | Scuderia              | Vettura                                       |   |   |   |   |   |   |   |   |   |   |    |    |   |   |    |     | Punti | Pos. |
| ---- | --------------------- | --------------------------------------------- | - | - | - | - | - | - | - | - | - | - | -- | -- | - | - | -- | --- | ----- | ---- |
| 2005 | Ford World Rally Team | Ford Focus RS WRC '04 e Ford Focus RS WRC '06 | 2 | 3 | 6 | 6 | 5 | 5 | 6 | 2 | 4 | 6 | 17 | SQ | 6 | 2 | 14 | Rit | 58    | 4º   |

| 2006 | Scuderia     | Vettura                             |   |  |  |  |  |  |  |   |   |  |  |   |  |  |  |  | Punti | Pos. |
| ---- | ------------ | ----------------------------------- | - |  |  |  |  |  |  | - | - |  |  | - |  |  |  |  | ----- | ---- |
| 2006 | Astra Racing | Peugeot 307 WRC e Citroën Xsara WRC | 3 |  |  |  |  |  |  | 4 | 4 |  |  | 5 |  |  |  |  | 20    | 9º   |

| 2007 | Scuderia | Vettura                                      |   |   |     |  |    |  |   |  |  |   |  |  |  |  |  |  | Punti | Pos. |
| ---- | -------- | -------------------------------------------- | - | - | --- |  | -- |  | - |  |  | - |  |  |  |  |  |  | ----- | ---- |
| 2007 |          | Mitsubishi Lancer WRC 05 e Citroën Xsara WRC | 7 | 6 | Rit |  | SQ |  | 6 |  |  | 7 |  |  |  |  |  |  | 10    | 13º  |

| 2008 | Scuderia                | Vettura        |     |   |     |     |     |     |   |     |   |    |   |    |    |   |   |  | Punti | Pos. |
| ---- | ----------------------- | -------------- | --- | - | --- | --- | --- | --- | - | --- | - | -- | - | -- | -- | - | - |  | ----- | ---- |
| 2008 | Suzuki World Rally Team | Suzuki SX4 WRC | Rit | 7 | Rit | Rit | Rit | Rit | 9 | Rit | 8 | 10 | 7 | 13 | 13 | 6 | 7 |  | 10    | 13º  |

| 2010 | Scuderia | Vettura           |  |  |  |  |  |  |  |    |  |  |  |  |  |  |  |  | Punti | Pos. |
| ---- | -------- | ----------------- |  |  |  |  |  |  |  | -- |  |  |  |  |  |  |  |  | ----- | ---- |
| 2010 |          | Ford Fiesta S2000 |  |  |  |  |  |  |  | 12 |  |  |  |  |  |  |  |  | 0     |      |

| Legenda | 1º posto | 2º posto | 3º posto | A punti | Senza punti | Ritirato | Squalificato | NP=Non partito C=Gara cancellata | Apice=Power stage |